# Mongol Wikipédia
A Mongol Wikipédia (mongol nyelven: Монгол Википедиа) a Wikipédia projekt mongol nyelvű változata, egy internetes enciklopédia. A Mongol Wikipédiának 2021 júliusában 71 422 regisztrált felhasználója volt, melyből 91 volt aktív szerkesztő. A szócikkek száma 20 709 volt.

## Mérföldkövek
- 2004. február 28. – elindul az oldal